# 上田宗箇流

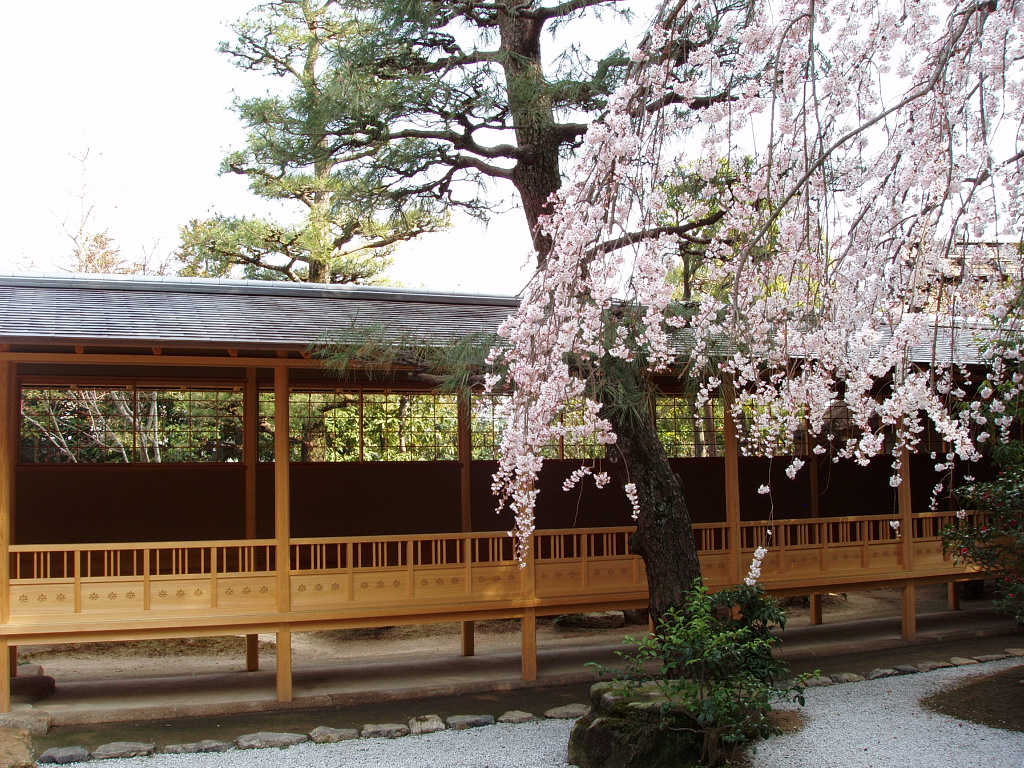
和風堂の廊橋

上田宗箇流（うえだそうこりゅう）は、茶道流派の一つで、芸州浅野家の家老であった上田家に伝わる武家茶道の一流。上田流とも。家元は広島市西区にあり、庵号は和風堂、財団法人として上田流和風堂、同門組織として和風会がある。遠鐘クラブという後援組織もあり、広島各地の他、東京・関西・ハノーバー（ドイツ）などに稽古場がある。

## 歴史
初代上田宗箇（上田重安）は、はじめ丹羽長秀、のちに秀吉の配下となり、武勇で知られる武将である。茶道ははじめは千利休、ついで古田織部の門下であった。武人としてあまりに高名であるために、茶人としての逸話はあまり伝えられていないが、徳島城、名古屋城などの作庭や、茶杓、茶碗など手作りの茶器に逸品が多く文武両芸に秀でた人であったと考えられる。大坂夏の陣で一時竹藪に隠れていた折りに、美竹を見つけて茶杓を削りはじめ、あまりに無心に削っているため敵兵がかえって怪しんで逃げたという逸話があり、「敵がくれ」はこの時の茶杓と伝えられている。元和5年（1619年）浅野長晟に従って広島藩に移って以来、広島の地で維新や被爆を経て現在に至る。

## 特徴
左利きであったため、帛紗を左につけていたとされる千宗旦の影響を受けず、武家茶道の常として帛紗を右につける。また、柄杓の扱いなどに直線的な所作を特徴とする。上田宗箇流には男性と女性で点前の区別がはっきりしており、女性点前の方が（表千家の婦人点前とは異なり）三千家の基本の所作に近い。例えば柄杓・蓋置・建水の運び出しは、女性は全てを建水に仕組むが、男性は建水に蓋置を仕込んだ上で柄杓は「乗馬柄杓」と称して右手に持つ。茶巾のたたみ方も、女性は縦三つ横四つに捌くのに対して、男性は斜め（裏千家でいうところの「千鳥茶巾」）に捌く。茶人の正月とも言われる「炉開き」には、お汁粉がふるまわれるのが慣例となっている。また、利休と同時期の創流であることから、利休より織部が重要視される。

## 歴代
| 代   | 名                   | 号     | 生没年                        | 備考                              |
| ---- | -------------------- | ------ | ----------------------------- | --------------------------------- |
| 初   | 上田重安（上田宗箇） | 竹隠   | 1563年- 1650年5月1日          |                                   |
| 二   | 上田重政             | 備前   | 1607年- 1650年4月10日         | 上田重安の二男                    |
| 三   | 上田重次             | 主水助 | 1638年- 1689年6月5日          |                                   |
| 四   | 上田重羽             | 主水   | 1662年- 1724年4月8日          |                                   |
| 五   | 上田義行             | 主水   | 1694年11月- 1725年12月14日    | 浅野綱長の子                      |
| 六   | 上田義従             | 主水   | 1715年2月13日- 1736年10月14日 | 上田重羽の子                      |
| 七   | 上田義敷             | 主水   | 1702年3月3日- 1743年7月2日    | 浅野綱長の子                      |
| 八   | 上田義珍             | 民部   | - 1755年8月19日               | 旗本上田能登守の子                |
| 九   | 上田安虎             | 主水   | - 1802年5月25日               | 浅野長賢の子                      |
| 十   | 上田安世             | 主水   | 1777年9月26日- 1820年11月4日  | 中根可厚の子                      |
| 十一 | 上田安節             | 主水   | 1807年11月18日- 1856年7月1日  | 浅野倫恭の子                      |
| 十二 | 上田安敦             | 山水軒 | 1820年5月21日- 1888年12月26日 | 10代上田安世の子                  |
| 十三 | 上田安靖             |        | 1849年11月24日- 1907年2月15日 | 亀次郎とも 男爵。11代安節の長男。 |
| 十四 | 上田宗雄             | 宗翁   | 1883年5月9日- 1961年11月18日  | 亀次郎の四男。男爵。              |
| 十五 | 上田元重             | 宗源   | 1912年10月10日- 1994年6月12日 |                                   |
| 十六 | 上田潤二             | 宗冏   | 1945年6月20日- -              | 受戒前は宗嗣と称した 当代         |

大名家における茶道の常として上田家においても家元自ら門下を指導することはなく、野村家と中村家より茶道預師範として禄100石を与えて茶道の役を務めさせた。しかし戦後1955年に17代預師範加計静堂の没するを以て預師範制度を廃止し、以後は家元が直接指導している。
| 代   | 名         |
| ---- | ---------- |
| 初   | 野村休夢   |
| 二   | 中村知元   |
| 三   | 野村円斎   |
| 四   | 中村元賀   |
| 五   | 野村祖休   |
| 六   | 中村泰休   |
| 七   | 野村旦心   |
| 八   | 野村休夢   |
| 九   | 中村篤美   |
| 十   | 野村祖休   |
| 十一 | 中村元賀   |
| 十二 | 野村余休   |
| 十三 | 中村泰心   |
| 十四 | 野村円斎   |
| 十五 | 中村快堂   |
| 十六 | 向井竹蝸堂 |
| 十七 | 加計静堂   |

## 主な門人
弘中惇一郎-小沢一郎の顧問弁護士。